# Скот Тингл
Скот Дејвид Тингл (енгл. Scott David Tingle; Атлборо, 19. јул 1965) је пензионисани пилот Америчке морнарице и активан астронаут агенције NASA. За астронаута је изабран 2009. године као члан 20. астронаутске групе америчке свемирске агенције. Обуку је завршио за непуне две године и од 2011. је квалификован за летове у свемир.
До сада није боравио у орбити, али би требало да полети у децембру 2017. руском летелицом Сојуз и провешће око шест месеци на МСС као члан Експедиција 54/55.